# Imphals fredsmuseum
Imphals fredsmuseum (IPM) (meitei: Imphal Aying-Achik Pukei Lankei Shanglen, japanska: インパール平和資料館, romaji: Inpāru heiwa shiryōkan) är ett museum om andra världskriget i Manipur i Indien. Museet har föremål från slaget om Imphal samt andra krig från mars–juli 1944 som ägde rum i Manipur. Museet finansieras av den privata välgörenhetsorganisationen Nippon Foundation i samarbete med Manipurs turismforum och Manipurs regering. I en undersökning som det brittiska nationella armémuseet utförde ansågs slaget om Imphal och Kohima vara Storbritanniens största slag.
Imphals fredsmuseum vann utmärkelsen för Indiens bästa design år 2019. Ett av museets höjdpunkter är ett japanskt kalligrafi av ordet "平和" ("heiwa") (svenska: fred) av Shinzo Abe, Japans före detta premiärminister.